# Helmut Gugel
Helmut Gugel (* 12. Mai 1942 in Graz; † 5. November 1972 ebenda) war ein österreichischer Altphilologe.

## Leben
Helmut Gugel studierte ab 1960 Klassische Philologie und Germanistik an der Universität Graz, wo ihn besonders Karl Vretska prägte. Er lenkte sein Interesse auf die römische Rhetorik, mit der sich Gugel schon in seiner Dissertation (1964) beschäftigte. Seine Doktorarbeit Untersuchungen zu Stil und Aufbau des Rednerdialogs des Tacitus erschien 1969 als 20. Band der Reihe Commentationes Aenipontanae. Im selben Jahr veröffentlichte Gugel eine kommentierte, zweisprachige Ausgabe des Dialogus de oratoribus im Reclam-Verlag.
Neben Tacitus beschäftigte sich Gugel auch mit dem Geschichtsschreiber Sueton, über dessen schriftstellerische Technik er seine Habilitationsschrift verfasste (abgeschlossen 1971). 1971 wurde er zum Universitätsdozenten ernannt. Er starb am 5. November 1972 im Alter von 30 Jahren. Seine Habilitationsschrift wurde 1977 aus dem Nachlass von Helmuth Vretska herausgegeben. Ein weiteres unvollendetes Projekt, der Index verborum zu den Oratorum Romanorum Fragmenta, wurde 1979 von seinem Lehrer Karl Vretska herausgegeben.
Ab 1970 war Gugel Life Member der American Philological Association.